# Declaració d'Amor (Súplica)
Declaració d'Amor, anteriorment anomenada Súplica, és una il·lustració d'Ismael Smith Marí que forma part de la col·lecció de la Fundació Municipal Joan Abelló.

## Biografia de l'artista
→ Llegiu l'article principal sobre Ismael Smith Marí.
L'artista barceloní Smith era, ja en la primera dècada del segle xx, el primer artista noucentista que havia merescut una glosa d'Eugeni d'Ors, l'any 1906. Durant les dues primeres dècades del 1900, va ser, també, la gran promesa de l'escultura catalana moderna.
Smith és un dels dibuixants més exquisits de l'època, amb una iconografia molt personal i pletòrica. La recerca de bellesa i, alhora, la presència amenaçant de la luxúria, la monstruositat, la decadència, la degeneració i la metamorfosi, són constants a l'obra de Smith. L'infortuni, la desmesura, l'exquisidesa, l'ambigüitat sexual que projectava clarament a les seves obres i, fins i tot, la bogeria unida a la creativitat, fan de Smith un personatge molt atractiu i actual. Tot i això, la fatalitat i un cert instint d'autodestrucció sempre el van acompanyar i van fer que la seva figura i la seva obra, molt aclamades quan era jove, caiguessin en l'oblit, i que aquella interessant producció restés mig perduda i dispersa.

### Trajectòria artística
Ismael Smith Marí és nascut a Barcelona el 1886, és un dels artistes catalans més peculiars a finals del modernisme inici del noucentisme i consolidació de l'art déco. Al llarg de la seva trajectòria va destacar en els camps de la pintura, escultura, decoració, joieria, gravat i l'exlibrisme. Els seus dibuixos eren elegants, irònics amb ple de sarcasme i sovint amb una forta càrrega eròtica i ambigüitat sexual.
Ismael Smith es va formar a l'escola Llotja fins a 1904, completant la seva formació als tallers dels escultors Rafael Atché, Pere Carbonell, Agapit Vallmitjana i Josep Llimona. També fou deixeble d'Alexandre de Riquer de qui va aprendre a fer exlibris i la tècnica del gravat.
De les seves primeres exposicions i guardons, el 1903 va rebre el primer guardó a l'Ateneu Barcelonès. El 1910 obté un premi a l'exposició internacional de Brussel·les. El 1911 realitzà una exposició amb molt d'èxit al Faianç Català amb els seus amics Néstor Fernández de la Torre, Laura Albéniz i Marià Andreu; va ser una de les mostres més importants de la seva època. Poc després va ser becat per l'ajuntament de Barcelona, allà va entrar a estudiar a l'Escola Nacional Superior d'Arts Decoratives (París) i es va integrar en la vida artística i cultural de la capital francesa.
Posteriorment Smith tornaria a Barcelona i viatjaria a Sevilla, Madrid, Londres i s'instal·laria el 1918 definitivament a Nova York. Allà va anant abandonant progressivament la pràctica artística. Els primers anys es va dedicar al gravat i l'exlibrisme i després de dues experiències frustrants amb el camp de l'escultura va decidir abandonar la pràctica artística i centrar-se amb l'obsessió de les teràpies alternatives per la cura del càncer. Aquestes obsessions i sobretot, posteriorment, les denúncies dels seus veïns per les seves accions com passejar-se despullat per la finca de Irvington, de la seva mansió, van fer que la família el tanqués contra la seva voluntat al centre psiquiàtric de White Plains de Nova York el 1962, on hi acabaria morint el 1972.
Tota aquesta trajectòria vital, va fer que fos un artista molt reconegut a la seva època. Un artista que la crítica el va ombrar en aquell moment. Eugeni d'Ors va dir-ne el primer artista plàstic noucentista i durant molts anys va ser la gran promesa de l'escultura catalana.

### Etapa de la il·lustració satírica
L'obra, datada cap a 1908, s'insereix en un context i vessant de l'autor on predominava la il·lustració satírica a la seva producció.
Cap al 1907, els dibuixos d’Smith van evolucionar deixant enrere l’aura modernista de Steinlen per acostar-se al decadentisme anglès, escocès, vienès i alemany. A aquest nou estil, li va afegir l'element sarcàstic que li era tan característic.
Va anar geometritzant els rostres, aprimava les cames i calçava els minúsculs peus dels personatges amb sabates femenines de taló, combinats amb vestimentes unisex i les mans ornades i plenes d’anells; sovint tothom semblava transvestit. Freqüentment apareixien dones amenaçadores (amb dos caps) i amb els pits a l’aire, i homes temorosos d’acostar-se a elles. Abundaven els personatges dobles, a vegades enganxats a un sol ésser. La seva obra era repleta d’erotisme i agosarament.
Smith va crear un univers propi molt ben definit, envoltava els seus personatges en un ambient de mobles, quadres, coixins, jardins, tanques... Sovint acompanyats de gossos de raça, puttis provocadors i arlequins que pul·lulaven per la seva obra, sobretot entre 1909-1911.
En aquest univers cal tenir en compte la participació de la seva germana, Ana Maria Smith, que també dibuixava i publicava a revistes amb un estil molt similar al d’Ismael, tot i que sempre va estar a la seva ombra.
Ismael publicava amb èxit en revistes satíriques, algunes a l’ordre del servei de la Lliga Regionalista, un partit catalanista de dretes en el qual militaria (una de les grans contradiccions d’Smith ja que era creador d’una obra transgressora, plena de missatges irreverents i insolents, a la vegada que servia un partit tradicionalista). Smith feia uns dibuixos independents, que es podien aplicar a diversos moments polítics i socials, funcionant per si mateixos. A vegades es publicaven uns anys després d’haver-los creat, i era el consell de redacció de cada revista qui hi posava títol i text, adaptant-los al tema amb el qual el volien relacionar.
Smith va col·laborar àmpliament amb la revista ¡Cu-Cut! des del 1909 fina al 1911 (amb més de 250 dibuixos) ja que va ocupar el lloc de l’il·lustrador i col·laborador gràfic Feliu Elias. Fou per aquest motiu que va deixar de publicar al Papitu i arran d’aquest succés, la revista va dedicar diversos fragments a atacar Smith d’una manera directa i punyent. Malgrat això, aquesta etapa fou el punt àlgid de l’artista com a dibuixant.

## Descripció de l'obra
És un dibuix sobre un fons neutre blau on es troba una figura ovalada que sembla un mirall. Apareix una figura femenina a la part dreta amb un vestit blanc d'època i una figura masculina de genolls amb actitud suplicant mirant la dona.

## Material i tècnica
L'obra Declaració d'Amor està realitzada a partir de les tècniques aquarel·la i tinta sobre paper.

## Estat de conservació
Presenta un bon estat de conservació. Es manté en condicions estables d'humitat i temperatura.

## Exposicions
El quadre ha estat exposat als següents llocs:
- El sexe i la rauxa, Saló Modernista de Caixa Sabadell, 20/04/2005 - 12/06/2005.
- La mirada de l'Artista, Museu Abelló. Mollet del Vallès, 01/03/1999 - 21/01/2007.
- L'art Modern a la col·lecció Abelló s.XIX-XX, Museu Abelló. Mollet del Vallès, 21/01/2007.
- Ismael Smith. Gravador. Del Modernisme a l'art Decó, Museu Abelló (Mollet del Vallès), 22/03/2012 - 12/05/2012.
- Ismael Smith, la belleza y los monstruos, Museu Nacional d'Art de Catalunya. Barcelona, 23/06/2017 - 17/09/2017.
- L'art modern a la col·lecció Abelló s.XIX-XX. Renovació 2108, Museu Abelló. Mollet del Vallès, 20/05/2018.

## Altres publicacions
Aquesta obra fou publicada al volum 9 (22 abr. 1908) de la revista catalana La Campana Catalana amb el títol Declaració d’Amor. S'acompanya del següent text:
“Ell: —T’adoro, t’adoro, t’adoro, t’adoro!... qué més li puch dir?

Ella: —Home diguim lo que vulgui mentres sigui original! Que s pensa que no l’he llegit el «Liliana»!”